# 14e étape du Tour d'Espagne 2019
Pour un article plus général, voir Tour d'Espagne 2019.
La 14e étape du Tour d'Espagne 2019 se déroule le samedi 7 septembre 2019, sous la forme d'une étape de plaine, entre San Vicente de la Barquera et Oviedo, sur une distance de 189 km.

## Résultats

### Classement de l'étape
| \| Classement de l'étape \| Classement de l'étape \| Classement de l'étape \| Classement de l'étape \| Classement de l'étape \| \| Coureur \| Coureur \| Pays \| Équipe \| Temps \| \| --------------------- \| --------------------- \| --------------------- \| --------------------- \| --------------------- \| \| 1er \| Sam Bennett \| Irlande \| Bora-Hansgrohe \| 4 h 28 min 46 s \| \| 2e \| Maximiliano Richeze \| Argentine \| Deceuninck-Quick Step \| + 0 s \| \| 3e \| Tosh Van der Sande \| Belgique \| Lotto-Soudal \| + 2 s \| \| 4e \| Marc Sarreau \| France \| Groupama-FDJ \| + 5 s \| \| 5e \| Clément Venturini \| France \| AG2R La Mondiale \| + 5 s \| \| 6e \| Marc Soler \| Espagne \| Movistar Team \| + 5 s \| \| 7e \| Jonas Koch \| Allemagne \| CCC Team \| + 5 s \| \| 8e \| John Degenkolb \| Allemagne \| Trek-Segafredo \| + 5 s \| \| 9e \| Max Walscheid \| Allemagne \| Team Sunweb \| + 5 s \| \| 10e \| Szymon Sajnok \| Pologne \| CCC Team \| + 5 s \| |                     |           |                       |                 |
| |                     |           |                       |                 |
| Source : ProCyclingStats |                     |           |                       |                 |
| Classement de l'étape |                     |           |                       |                 |
| Coureur | Coureur             | Pays      | Équipe                | Temps           |
| 1er | Sam Bennett         | Irlande   | Bora-Hansgrohe        | 4 h 28 min 46 s |
| 2e | Maximiliano Richeze | Argentine | Deceuninck-Quick Step | + 0 s           |
| 3e | Tosh Van der Sande  | Belgique  | Lotto-Soudal          | + 2 s           |
| 4e | Marc Sarreau        | France    | Groupama-FDJ          | + 5 s           |
| 5e | Clément Venturini   | France    | AG2R La Mondiale      | + 5 s           |
| 6e | Marc Soler          | Espagne   | Movistar Team         | + 5 s           |
| 7e | Jonas Koch          | Allemagne | CCC Team              | + 5 s           |
| 8e | John Degenkolb      | Allemagne | Trek-Segafredo        | + 5 s           |
| 9e | Max Walscheid       | Allemagne | Team Sunweb           | + 5 s           |
| 10e | Szymon Sajnok       | Pologne   | CCC Team              | + 5 s           |

## Classements à l'issue de l'étape

### Classement général
| \| Classement général \| Classement général \| Classement général \| Classement général \| Classement général \| \| Coureur \| Coureur \| Pays \| Équipe \| Temps \| \| ------------------ \| ------------------ \| ------------------ \| -------------------------- \| ------------------ \| \| 1er \| Primož Roglič \| Slovénie \| Team Jumbo-Visma \| 53 h 49 min 19 s \| \| 2e \| Alejandro Valverde \| Espagne \| Movistar Team \| + 2 min 25 s \| \| 3e \| Tadej Pogačar \| Slovénie \| UAE Team Emirates \| + 3 min 01 s \| \| 4e \| Miguel Ángel López \| Colombie \| Astana \| + 3 min 18 s \| \| 5e \| Nairo Quintana \| Colombie \| Movistar Team \| + 3 min 33 s \| \| 6e \| Rafał Majka \| Pologne \| Bora-Hansgrohe \| + 6 min 15 s \| \| 7e \| Nicolas Edet \| France \| Cofidis, Solutions Crédits \| + 7 min 18 s \| \| 8e \| Carl Fredrik Hagen \| Norvège \| Lotto-Soudal \| + 7 min 33 s \| \| 9e \| Wilco Kelderman \| Pays-Bas \| Team Sunweb \| + 7 min 39 s \| \| 10e \| Dylan Teuns \| Belgique \| Bahrain-Merida \| + 9 min 58 s \| |                    |          |                            |                  |
| |                    |          |                            |                  |
| Source : ProCyclingStats |                    |          |                            |                  |
| Classement général |                    |          |                            |                  |
| Coureur | Coureur            | Pays     | Équipe                     | Temps            |
| 1er | Primož Roglič      | Slovénie | Team Jumbo-Visma           | 53 h 49 min 19 s |
| 2e | Alejandro Valverde | Espagne  | Movistar Team              | + 2 min 25 s     |
| 3e | Tadej Pogačar      | Slovénie | UAE Team Emirates          | + 3 min 01 s     |
| 4e | Miguel Ángel López | Colombie | Astana                     | + 3 min 18 s     |
| 5e | Nairo Quintana     | Colombie | Movistar Team              | + 3 min 33 s     |
| 6e | Rafał Majka        | Pologne  | Bora-Hansgrohe             | + 6 min 15 s     |
| 7e | Nicolas Edet       | France   | Cofidis, Solutions Crédits | + 7 min 18 s     |
| 8e | Carl Fredrik Hagen | Norvège  | Lotto-Soudal               | + 7 min 33 s     |
| 9e | Wilco Kelderman    | Pays-Bas | Team Sunweb                | + 7 min 39 s     |
| 10e | Dylan Teuns        | Belgique | Bahrain-Merida             | + 9 min 58 s     |

| Classement par points | Classement par points | Classement par points | Classement par points  | Classement par points |
| Coureur               | Coureur               | Pays                  | Équipe                 | Points                |
| --------------------- | --------------------- | --------------------- | ---------------------- | --------------------- |
| 1er                   | Primož Roglič         | Slovénie              | Team Jumbo-Visma       | 109 pts               |
| 2e                    | Tadej Pogačar         | Slovénie              | UAE Team Emirates      | 86 pts                |
| 3e                    | Nairo Quintana        | Colombie              | Movistar Team          | 82 pts                |
| 4e                    | Alejandro Valverde    | Espagne               | Movistar Team          | 75 pts                |
| 5e                    | Sam Bennett           | Irlande               | Bora-Hansgrohe         | 70 pts                |
| 6e                    | Alex Aranburu         | Espagne               | Caja Rural-Seguros RGA | 52 pts                |
| 7e                    | Miguel Ángel López    | Colombie              | Astana                 | 51 pts                |
| 8e                    | Tosh Van der Sande    | Belgique              | Lotto-Soudal           | 44 pts                |
| 9e                    | Marc Soler            | Espagne               | Movistar Team          | 42 pts                |
| 10e                   | Pierre Latour         | France                | AG2R La Mondiale       | 40 pts                |

| Classement par points | Classement par points | Classement par points | Classement par points  | Classement par points |
| Coureur               | Coureur               | Pays                  | Équipe                 | Points                |
| --------------------- | --------------------- | --------------------- | ---------------------- | --------------------- |
| 1er                   | Primož Roglič         | Slovénie              | Team Jumbo-Visma       | 109 pts               |
| 2e                    | Tadej Pogačar         | Slovénie              | UAE Team Emirates      | 86 pts                |
| 3e                    | Nairo Quintana        | Colombie              | Movistar Team          | 82 pts                |
| 4e                    | Alejandro Valverde    | Espagne               | Movistar Team          | 75 pts                |
| 5e                    | Sam Bennett           | Irlande               | Bora-Hansgrohe         | 70 pts                |
| 6e                    | Alex Aranburu         | Espagne               | Caja Rural-Seguros RGA | 52 pts                |
| 7e                    | Miguel Ángel López    | Colombie              | Astana                 | 51 pts                |
| 8e                    | Tosh Van der Sande    | Belgique              | Lotto-Soudal           | 44 pts                |
| 9e                    | Marc Soler            | Espagne               | Movistar Team          | 42 pts                |
| 10e                   | Pierre Latour         | France                | AG2R La Mondiale       | 40 pts                |

| Classement de la montagne | Classement de la montagne | Classement de la montagne | Classement de la montagne     | Classement de la montagne |
| Coureur                   | Coureur                   | Pays                      | Équipe                        | Points                    |
| ------------------------- | ------------------------- | ------------------------- | ----------------------------- | ------------------------- |
| 1er                       | Ángel Madrazo             | Espagne                   | Burgos-BH                     | 32 pts                    |
| 2e                        | Geoffrey Bouchard         | France                    | AG2R La Mondiale              | 30 pts                    |
| 3e                        | Tadej Pogačar             | Slovénie                  | UAE Team Emirates             | 25 pts                    |
| 4e                        | Alejandro Valverde        | Espagne                   | Movistar Team                 | 22 pts                    |
| 5e                        | Sergio Henao              | Colombie                  | UAE Team Emirates             | 21 pts                    |
| 6e                        | Primož Roglič             | Slovénie                  | Team Jumbo-Visma              | 20 pts                    |
| 7e                        | Wout Poels                | Pays-Bas                  | Team Ineos                    | 17 pts                    |
| 8e                        | Jesús Herrada             | Espagne                   | Cofidis, Solutions Crédits    | 17 pts                    |
| 9e                        | Mikel Bizkarra            | Espagne                   | Euskadi Basque Country-Murias | 16 pts                    |
| 10e                       | Jetse Bol                 | Pays-Bas                  | Burgos-BH                     | 11 pts                    |

| Classement de la montagne | Classement de la montagne | Classement de la montagne | Classement de la montagne     | Classement de la montagne |
| Coureur                   | Coureur                   | Pays                      | Équipe                        | Points                    |
| ------------------------- | ------------------------- | ------------------------- | ----------------------------- | ------------------------- |
| 1er                       | Ángel Madrazo             | Espagne                   | Burgos-BH                     | 32 pts                    |
| 2e                        | Geoffrey Bouchard         | France                    | AG2R La Mondiale              | 30 pts                    |
| 3e                        | Tadej Pogačar             | Slovénie                  | UAE Team Emirates             | 25 pts                    |
| 4e                        | Alejandro Valverde        | Espagne                   | Movistar Team                 | 22 pts                    |
| 5e                        | Sergio Henao              | Colombie                  | UAE Team Emirates             | 21 pts                    |
| 6e                        | Primož Roglič             | Slovénie                  | Team Jumbo-Visma              | 20 pts                    |
| 7e                        | Wout Poels                | Pays-Bas                  | Team Ineos                    | 17 pts                    |
| 8e                        | Jesús Herrada             | Espagne                   | Cofidis, Solutions Crédits    | 17 pts                    |
| 9e                        | Mikel Bizkarra            | Espagne                   | Euskadi Basque Country-Murias | 16 pts                    |
| 10e                       | Jetse Bol                 | Pays-Bas                  | Burgos-BH                     | 11 pts                    |

| Classement du meilleur jeune | Classement du meilleur jeune | Classement du meilleur jeune | Classement du meilleur jeune | Classement du meilleur jeune |
| Coureur                      | Coureur                      | Pays                         | Équipe                       | Temps                        |
| ---------------------------- | ---------------------------- | ---------------------------- | ---------------------------- | ---------------------------- |
| 1er                          | Tadej Pogačar                | Slovénie                     | UAE Team Emirates            | 53 h 52 min 15 s             |
| 2e                           | Miguel Ángel López           | Colombie                     | Astana                       | + 17 s                       |
| 3e                           | Sergio Higuita               | Colombie                     | EF Education First           | + 8 min 51 s                 |
| 4e                           | James Knox                   | Royaume-Uni                  | Deceuninck-Quick Step        | + 13 min 45 s                |
| 5e                           | Ruben Guerreiro              | Portugal                     | Katusha-Alpecin              | + 15 min 12 s                |
| 6e                           | Kilian Frankiny              | Suisse                       | Groupama-FDJ                 | + 17 min 40 s                |
| 7e                           | Amanuel Ghebreigzabhier      | Érythrée                     | Dimension Data               | + 35 min 11 s                |
| 8e                           | Niklas Eg                    | Danemark                     | Trek-Segafredo               | + 35 min 38 s                |
| 9e                           | Ben O'Connor                 | Australie                    | Dimension Data               | + 36 min 49 s                |
| 10e                          | Sepp Kuss                    | États-Unis                   | Team Jumbo-Visma             | + 38 min 07 s                |

| Classement du meilleur jeune | Classement du meilleur jeune | Classement du meilleur jeune | Classement du meilleur jeune | Classement du meilleur jeune |
| Coureur                      | Coureur                      | Pays                         | Équipe                       | Temps                        |
| ---------------------------- | ---------------------------- | ---------------------------- | ---------------------------- | ---------------------------- |
| 1er                          | Tadej Pogačar                | Slovénie                     | UAE Team Emirates            | 53 h 52 min 15 s             |
| 2e                           | Miguel Ángel López           | Colombie                     | Astana                       | + 17 s                       |
| 3e                           | Sergio Higuita               | Colombie                     | EF Education First           | + 8 min 51 s                 |
| 4e                           | James Knox                   | Royaume-Uni                  | Deceuninck-Quick Step        | + 13 min 45 s                |
| 5e                           | Ruben Guerreiro              | Portugal                     | Katusha-Alpecin              | + 15 min 12 s                |
| 6e                           | Kilian Frankiny              | Suisse                       | Groupama-FDJ                 | + 17 min 40 s                |
| 7e                           | Amanuel Ghebreigzabhier      | Érythrée                     | Dimension Data               | + 35 min 11 s                |
| 8e                           | Niklas Eg                    | Danemark                     | Trek-Segafredo               | + 35 min 38 s                |
| 9e                           | Ben O'Connor                 | Australie                    | Dimension Data               | + 36 min 49 s                |
| 10e                          | Sepp Kuss                    | États-Unis                   | Team Jumbo-Visma             | + 38 min 07 s                |

| Classement par équipes | Classement par équipes        | Classement par équipes | Classement par équipes |
| Équipe                 | Équipe                        | Pays                   | Temps                  |
| ---------------------- | ----------------------------- | ---------------------- | ---------------------- |
| 1re                    | Movistar Team                 | Espagne                | 160 h 36 min 21 s      |
| 2e                     | Astana                        | Kazakhstan             | + 25 min 51 s          |
| 3e                     | Team Jumbo-Visma              | Pays-Bas               | + 43 min 44 s          |
| 4e                     | Mitchelton-Scott              | Australie              | + 1 h 17 min 48 s      |
| 5e                     | AG2R La Mondiale              | France                 | + 1 h 24 min 51 s      |
| 6e                     | Trek-Segafredo                | États-Unis             | + 1 h 48 min 20 s      |
| 7e                     | Euskadi Basque Country-Murias | Espagne                | + 1 h 57 min 49 s      |
| 8e                     | Bahrain-Merida                | Bahreïn                | + 2 h 00 min 30 s      |
| 9e                     | UAE Team Emirates             | Émirats arabes unis    | + 2 h 04 min 50 s      |
| 10e                    | Cofidis, Solutions Crédits    | France                 | + 2 h 05 min 04 s      |

| Classement par équipes | Classement par équipes        | Classement par équipes | Classement par équipes |
| Équipe                 | Équipe                        | Pays                   | Temps                  |
| ---------------------- | ----------------------------- | ---------------------- | ---------------------- |
| 1re                    | Movistar Team                 | Espagne                | 160 h 36 min 21 s      |
| 2e                     | Astana                        | Kazakhstan             | + 25 min 51 s          |
| 3e                     | Team Jumbo-Visma              | Pays-Bas               | + 43 min 44 s          |
| 4e                     | Mitchelton-Scott              | Australie              | + 1 h 17 min 48 s      |
| 5e                     | AG2R La Mondiale              | France                 | + 1 h 24 min 51 s      |
| 6e                     | Trek-Segafredo                | États-Unis             | + 1 h 48 min 20 s      |
| 7e                     | Euskadi Basque Country-Murias | Espagne                | + 1 h 57 min 49 s      |
| 8e                     | Bahrain-Merida                | Bahreïn                | + 2 h 00 min 30 s      |
| 9e                     | UAE Team Emirates             | Émirats arabes unis    | + 2 h 04 min 50 s      |
| 10e                    | Cofidis, Solutions Crédits    | France                 | + 2 h 05 min 04 s      |